# Bivalirudină
Bivalirudina (cu denumirea comercială Angiox) este un medicament anticoagulant acționând ca un inhibitor direct de trombină (factorul IIa al coagulării), bivalent, congener de hirudină. Calea de administrare disponibilă este cea intravenoasă (injectabil/perfuzabil).

## Utilizări medicale
Bivalirudina este utilizată ca anticoagulant la pacienții adulți supuși intervențiilor coronariene percutanate.